# Ден Гемптон
Денієл Джеймс Гемптон (англ. Daniel James Hampton Jr.; нар. 7 квітня 1964) — американський письменник, військовослужбовець, підполковник Повітряних сил США у відставці, який служив у ВПС США з 1986 по 2006 рік. Він здійснив 151 бойовий виліт на винищувачі F-16 і налітав 726 бойових годин. Найбільше знаний як «Wild Weasel», або вбивця зенітно-ракетних комплексів (ЗРК), на рахунку якого 21 успішне знищення зенітно-ракетних комплексів (ЗРК). Гемптон брав участь у багатьох війнах, у тому числі у війні в Перській затоці, війні в Косові та війні в Іраку. Він також здійснював бойове повітряне патрулювання під час терористичних атак на Всесвітній торговий центр і Пентагон 11 вересня 2001 року. Гемптон був поранений під час вибуху веж Хобар Тауерс у 1996 році, а також під час роботи приватним військовим підрядником у Багдаді.
Автор книг «Найманець», бестселерів New York Times «Viper Pilot: Мемуари повітряного бою», «Володарі неба», «Мисливці-вбивці. Політ», «У гонитві за демоном» та «Операція „Помста“». Крім того, він був генеральним директором «MVI International», приватної військової компанії, що базується в Колорадо.
У березні 2023 року заявив, що готовий стати на захист повітряного простору України.

## Життєпис
Гемптон здобув ліцензію приватного пілота FAA ще підлітком. На другому курсі коледжу він подав заяву на вступ до Військово-повітряних сил США і після закінчення навчання став другим лейтенантом у 1986 році. Після цього його направили до льотної школи, де він був відібраний для польотів на F-16. Пізніше Денієл навчався у Школі топзброї ВМС США (TOGS) і закінчив елітну Школу винищувальної зброї ВПС США. Підполковника Гемптона обрали в підрозділ «Дикі ласки» для польотів на F-16CJ. Основна роль на цій посаді полягає в тому, щоби літати над повітряним простором противника, відволікати вогонь, у першу чергу, від ракетних установок ЗРК, і згодом знищувати їх, роблячи територію безпечнішою для інших літаків і наземних військ. У своїй книзі «Viper Pilot: Мемуари про повітряні бої» Гемптон згадує, що «полювання на ЗРК — це найнебезпечніша місія, з якою стикаються сучасні пілоти винищувачів, робота складніша і небезпечна, ніж збивати ворожі літаки».

### Освіта
Здобув ступінь бакалавра в Техаському університеті A&M. Навчався за кордоном в Оксфордському університеті, має ступінь магістра природничих наук Університету Ембрі-Ріддл, а також ступінь магістра мистецтв Дартмутського коледжу.

## Участь у бойових діях

### Війна в Перській затоці
З початком війни в Перській затоці Гемптона і 23-тя винищувальну ескадрилью перекинули на авіабазу Інджирлік у Туреччині для підтримки повстань в Іраку. Тут Денієл брав участь в операції «Перевірена сила», виконуючи завдання з придушення заколоту в цьому районі. Під час цієї операції 23-тя винищувальна ескадрилья здійснила майже 1000 вильотів на придушення оборони, бойове повітряне патрулювання і перекриття повітряного простору над Іраком без жодної втрати. Ескадрилья здобула нагороду ВПС США «видатний підрозділ з доблестю» за участь у витісненні іракської армії з Кувейту.

### Вибухи в Хобар Таверс
26 червня 1996 року Хобар Таверс, яку використовували як об'єкт для розміщення американських і коаліційних сил, що брали участь в операції «Південний дозор» (операція з встановлення безпольотної зони над південним Іраком), підірвали терористи з «Гезболли аль Геджази», внаслідок чого загинули 19 американських військовослужбовців, а 472 особи були поранені. Ця подія знана як бомбардування Хобар Таверс. Як член розгорнутого винищувального крила Гемптон проживав у будівлі в той час і згодом отримав поранення в результаті нападу.

### Війна в Іраку
Досвід участі Денієла у війні в Іраку фактично починається з його ролі в терактах 11 вересня 2001 року. Ескадрилья, до якої його скерували, щойно повернулася з дислокації в Південно-Західній Азії за два дні до терактів. Гемптон щойно виконав рутинну місію і після приземлення почув про цю подію. Він сказав: «Ми всі думали, що це був нещасний випадок… але після того, як ми подивилися на зображення на плоскому екрані, де рейс UA 175 влучив у Південну вежу, стало очевидно, що це не було випадковістю». Ден також описує, як він отримав наказ повернутися в небо над американським повітряним простором, де летів поруч із літаком авіакомпанії Delta Airlines, де «сотні людей притиснулися до ілюмінаторів, дивлячись на те, як я дивлюся на них».
Гемптон літав у складі 77-ї винищувальної ескадрильї під час війни в Іраку, де йому та його ескадрильї доручили знищувати об'єкти ПЗРК та забезпечувати безпосередню повітряну підтримку. Свій другий Хрест «За відвагу» він отримав 24 березня під Насірією, Ірак, пролетівши на висоті 50 футів крізь піщану бурю, щоб обстріляти ворожу бронеколону, яка намагалася оточити відрізану роту 3-го батальйону 2-го батальйону морської піхоти. Його дії врятували життя морських піхотинців і не дали іракцям знищити оточений американський підрозділ.

## Доробок

### Книги
Ден розпочав свою письменницьку кар'єру з книги «Viper Pilot гадюки: Мемуари про повітряні бої». Опублікований у 2012 році, цей бестселер New York Times пропонує як розповідь про його особисте життя, а головне — про сучасні повітряні бої, які він бачив з борту F-16CJ під час місій ближньої повітряної підтримки та «Диких ласок».
Роман Гемптона «Найманець» — це вигадана книга про колишнього військового офіцера, якого переслідує особиста трагедія в минулому.
У своєму бестселері 2014 року «Володарі неба: Пілоти винищувачів і повітряні бої від „Червоного барона“ до F-16» він пише всеосяжну історію військової бойової авіації від Першої світової війни до наших днів.
Ще один національний бестселер, «Мисливці-вбивці», вийшов у 2015 році. На основі інтерв'ю з ветеранами «Диких ласок», раніше невідомих особистих паперів і розсекречених документів, а також досвіду Гемптона як пілота F-16 «Диких ласок», він розповідає про досвід перших пілотів «Диких ласок» у В'єтнамській війні.
Бестселер «Політ», що розповідає з кабіни пілота про надзвичайну епічну подорож Чарльза Ліндберга з Нью-Йорка до Парижа у 1927 році, вийшов у травні 2017 року у видавництві William Morrow/HarperCollins. За нею вийшов ще один бестселер — «У гонитві за демоном»[джерело?].
Його наступна книга «Операція „Помста“» вийшла у червні 2020 року у видавництві HarperCollins. У книзі йдеться про події, що передували операції «Помста» — американській військовій операції з убивства адмірала Імператорського флоту Японії Ісороку Ямамото 18 квітня 1943 року, а також про фактичне перехоплення літака Lockheed P-38 Lightning.
Книги Гемптона перекладені десятками мов, а рецензії на них публікували Time, The Wall Street Journal, The New York Times, New York Post, USA Today, Parade та Newsday. Він також знімався в документальному фільмі «У пошуках Амелії» на History Channel та в програмі «Трикутник Аляски» на Travel Channel, а також у програмах BBC, C-SPAN та «Гімн» компанії Breitling.
Полковник Гемптон є частим гостем, який обговорює міжнародні справи і геополітику на CNN, Fox News, MSNBC, BBC, Newsmax, Sirius XM, IHeart Radio і NPR. Він був запрошеним аналітиком для Білла О'Райлі, Шона Генніті, Такера Карлсона, The Cycle та Андерсона Купера.

### Публікації
- The Hunter Killers: The Extraordinary Story of the First Wild Weasels, the Band of Maverick Aviators Who Flew the Most Dangerous Missions of the Vietnam War. William Morrow. 2015. ISBN 9780062375131. OCLC 891610308.
- Lords of the Sky: Fighter Pilots and Air Combat, from the Red Baron to the F-16. William Morrow. 2014. ISBN 9780062262011. OCLC 850180781.
- The Mercenary: a Novel. HarperCollins. 2013. ISBN 9780062264671. OCLC 828847526.
- Viper Pilot: A Memoir of Air Combat. William Morrow. 2012. ISBN 9780062130358. OCLC 777621138.
- The Flight: Charles Lindbergh's Daring and Immortal 1927 Transatlantic Crossing. William Morrow. 2017. ISBN 978-0-06-246439-2.
- Chasing the Demon: A Secret History Of The Quest For The Sound Barrier And The Band Of American Aces Who Conquered It. HarperCollins, 2018. ISBN 978-0-06-268872-9
- Operation Vengeance: The Astonishing Aerial Ambush That Changed World War II. HarperCollins, 2020. ISBN 0062938096
- Valor: The Astonishing World War II Saga of One Man's Defiance and Indomitable Spirit. St. Martin's Press, 2022. ISBN 1250275857

## Особисте життя
Денієл Гемптон є родичем Вейда Гемптона III, генерал-лейтенанта Конфедерації часів Громадянської війни; його дід по матері, сержант Джон Оскар Маллен-старший (1879—1954), був одним із «Суворих вершників», який отримав поранення в ліве плече під час битви за пагорб Сан-Гуан; і полковник Денієл Джеймс Гемптон-старший, який був пілотом штурмовика A-4 Skyhawk під час В'єтнамської війни[13]. Денієл Джеймс Гемптон-старший (нар. 1936), який був пілотом штурмовика A-4 Skyhawk у В'єтнамській війні. Його представляє Trident Media Group Роберта Готтліба та ICM Speakers Bureau в Нью-Йорку.

## Ставлення до України
«Найбільш смертоносний пілот» американських винищувачів F-16, підполковник у відставці Ден Гемптон погодився захищати Україну в повномасштабній війні з Росією. Про це він сказав в інтерв'ю «Голосу Америки». Також Гемптон припускає, що на те, аби перевчити українських пілотів на F-16, може знадобитися доволі багато часу, тому він вважає, що краще б проспонсували військову кампанію з залучення вже досвідчених пілотів.
|  | Українські пілоти — відмінні пілоти, але це зовсім інший тип сучасного винищувача, ніж той, до якого вони звикли. Я думаю, потрібно трохи часу, щоб пройти навчання, освоїтися і опанувати новий тип, особливо такий передовий, як F-16. війни в середньому український пілот мав 40-50 годин нальоту на рік. Коли я літав на F-16, я мав 200-300 годин на рік, не рахувавши бойових дій |

|               | Принаймні подумайте над тим, що найняти приватних підрядників для виконання польотів над Україною — саме над Україною, а не деінде. Я навіть готовий поїхати сам. Можете розраховувати на мене |
| — Ден Гемптон | |